# Röhrenkorallen
Die Einteilung der Lebewesen in Systematiken ist kontinuierlicher Gegenstand der Forschung. So existieren neben- und nacheinander verschiedene systematische Klassifikationen. 
Das hier behandelte Taxon ist durch neue Forschungen obsolet geworden oder ist aus anderen Gründen nicht Teil der in der deutschsprachigen Wikipedia dargestellten Systematik.

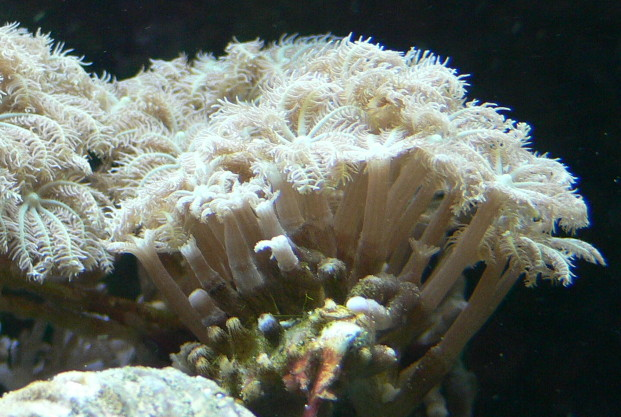
Clavularia sp.

Als Röhrenkorallen (Stolonifera) werden Korallen aus der Unterklasse der Achtstrahligen Korallen (Octocorallia) bezeichnet, die über kein Achsenskelett verfügen, sondern bei denen die Polypen nur durch dünne röhrenförmige oder bandartige Ausläufer (Stolonen) miteinander verbunden sind. Sie sind lediglich ein informelle Gruppe und haben keine taxonomische Bedeutung mehr.

## Merkmale
Die Röhrenkorallen bilden flach auf dem Untergrund liegende Geflechte, aus denen die Polypen nur wenige Millimeter hoch herausragen. Sie galten in der Unterklasse der Alcyonaria als primitive Formen.

## Systematik
Zu den Röhrenkorallen wurden folgende Familien und Gattungen gerechnet.
- Familie Acrossotidae Bourne, 1914
  - Gattung Acrossota Bourne, 1914
- Familie Arulidae McFadden & Ofwegen, 2012[2]
  - Gattung Arula McFadden & Ofwegen, 2012
  - Gattung Hana Lau, Stokvis, van Ofwegen & Reimer, 2018
- Familie Clavulariidae Hickson, 1894
  - Gattung Azoria Lopez-Gonzalez & Gili, 2001[3]
  - Gattung Bathytelesto Bayer, 1981
  - Gattung Carijoa Mueller, 1867
  - Gattung Cervera Lopez-Gonzalez, Ocana, Garcia-Gomez & Nunez, 1995
  - Gattung Clavularia de Blainville, 1830
  - Gattung Cryptophyton Williams, 2000
  - Gattung Cyathopodium Verrill, 1868
  - Gattung Denhartogia Ocaña & van Ofwegen, 2003
  - Gattung Hadaka Yee & Reimer, 2019[4]
  - Gattung Incrustatus Van Ofwegen, Häussermann & Försterra, 2006[5]
  - Gattung Knopia Alderslade 2007
  - Gattung Moolabalia Alderslade, 2001
  - Gattung Paratelesto Utinomi, 1958
  - Gattung Pseudocladochonus Versluys, 1907
  - Gattung Rhodelinda Bayer, 1981
  - Gattung Sarcodictyon Forbes, 1847
  - Gattung Scleranthelia Studer, 1878
  - Gattung Scyphopodium Bayer, 1981
  - Gattung Stereosoma Hickson, 1894
  - Gattung Stereotelesto Bayer, 1981
  - Gattung Telesto Lamouroux, 1812
  - Gattung Telestula Madsen, 1944
  - Gattung Tesseranthelia Bayer, 1981
- Familie Coelogorgiidae Bourne, 1900
  - Gattung Coelogorgia Milne-Edwards, 1857
- Familie Cornulariidae Dana, 1846
  - Gattung Cornularia Lamarck, 1816
- Familie Pseudogorgiidae Utinomi & Harada, 1973
  - Gattung Pseudogorgia Koelliker, 1870 (mit einer Art)
- Familie Tubiporidae Ehrenberg, 1828
  - Gattung Tubipora Linnaeus, 1758

Einige Röhrenkorallen sind beliebte Pfleglinge im Meerwasseraquarium.